# Villers-Saint-Frambourg-Ognon
Villers-Saint-Frambourg-Ognon község Franciaország Hauts-de-France régiójában, Oise megyében. Új községként 2019. január 1-jén jött létre Villers-Saint-Frambourg és Ognon korábbi községek egyesítésével.

## Népesség
| Lakosok száma | 714  | 712  | 708  | 714  | 719  | 724  |
|               | 2017 | 2018 | 2019 | 2020 | 2021 | 2022 |